# Kabinett Batthyány

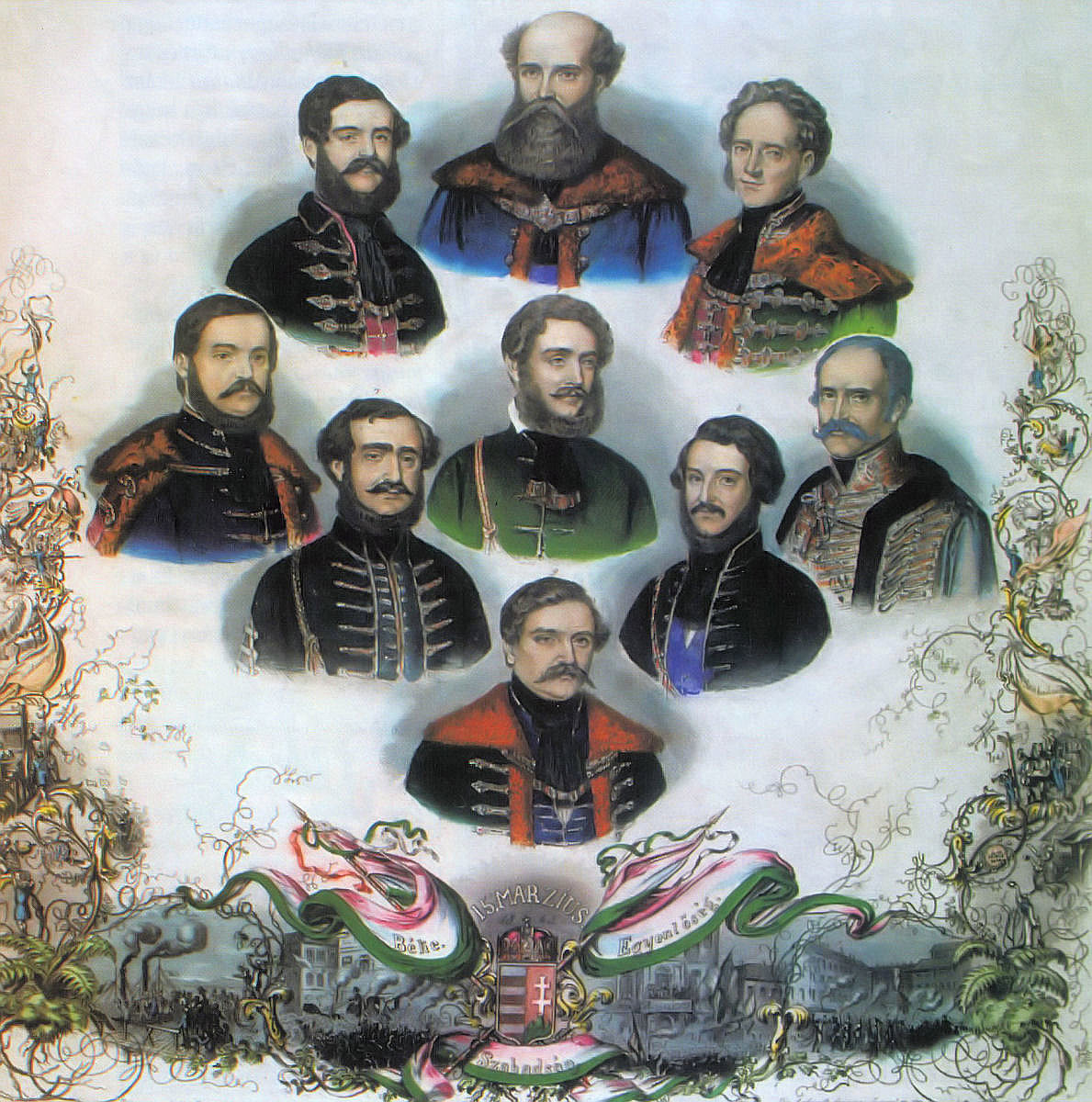
Kabinett Batthyány von József Tyroler (farbige Gravur nach der Zeichnung von Henrik Weber)

Das Kabinett Batthyány (23. März – 2. Oktober 1848) war die erste Regierung des Königreichs Ungarn. Sie wurde während der Märzrevolution eingesetzt und war durch die Märzgesetze legitimiert.
Am 23. März 1848 verkündete Ministerpräsident Graf Lajos Battyhány die Namensliste der Regierung. Die Ernennungsurkunde wurde am 7. April von König Ferdinand V. unterschrieben. Am 11. September wurde das Kabinett aufgelöst. Ab dem 2. Oktober übernahm der Landesverteidigungsausschuss (ungarisch Országos Honvédelmi Bizottmány, abgekürzt OHB) dessen Aufgaben.

## Minister
| Amt                                                  | Name                                                    | Partei              |
| ---------------------------------------------------- | ------------------------------------------------------- | ------------------- |
| Ministerpräsident                                    | Graf Lajos Batthyány (1807–1849)                        | Oppositionspartei   |
| Justizminister                                       | Ferenc Deák (1803–1876)                                 | Oppositionspartei   |
| Innenminister                                        | Bertalan Szemere (1812–1869)                            | Oppositionspartei   |
| Minister für Religion und Bildung                    | Baron József Eötvös (1813–1871)                         | Oppositionspartei   |
| Minister a latere (Minister am königlichen Hoflager) | Fürst Paul III. Anton Esterházy de Galantha (1786–1866) | Konservative Partei |
| Minister für Finanzen                                | Lajos Kossuth (1802–1894)                               | Oppositionspartei   |
| Minister für Landwirtschaft, Industrie und Handel    | Gábor Klauzál (1804–1866)                               | Oppositionspartei   |
| Verteidigungsminister                                | Lázár Mészáros (1796–1858)                              | Parteilos           |
| Minister für öffentliche Arbeit und Verkehr          | Graf István Széchenyi (1791–1860)                       | Parteilos           |

Die Zusammensetzung der Regierung wurde im September 1848 geändert: Staatssekretäre und der Abteilungsleiter des Geschäftsbereichs für öffentliche Arbeit und Verkehr haben die Leitung der Geschäftsbereiche von sechs Ministern übernommen.